# Cozz & Effect
Cozz & Effect è il primo album del rapper statunitense Cozz, pubblicato nel 2014 da Dreamville, Interscope e Tha Committee Records. L'artista ricalca lo stile di Kendrick, completando un disco che è più immediato rispetto all'esordio del rapper di Compton, ma meno elaborato.
| Recensione | Giudizio |
| ---------- | -------- |
| AllMusic   | [ 1 ]    |
| HipHopDX   | [ 2 ]    |

## Tracce
1. Dreams – 3:35
2. Come Get It – 3:30
3. Cody Macc – 4:19
4. I'm Tha Man – 4:15
5. Knock Tha Hustle – 3:02
6. Western Ave. Slaves (featuring Enimal) – 3:22
7. Murda – 3:03
8. DKBU (Interlude) – 2:46
9. LSN (featuring Free Akrite) – 4:16
10. I Need That (featuring Bas) – 4:03
11. Ya Know Dat – 2:21
12. Knock Tha Hustle (Remix) (featuring J. Cole) – 4:10

## Classifiche
| Classifica (2014)         | Posizione massima |
| ------------------------- | ----------------- |
| US Heatseekers Albums     | 15                |
| US Top Rap Albums         | 17                |
| US Top R&B/Hip-Hop Albums | 31                |